# 久松定益
久松 定益（ひさまつ さだます、生年不詳 - 永正7年11月19日（1510年12月19日））は、室町時代の武将。通称肥前守。
子に久松定義がいる。

## 略歴

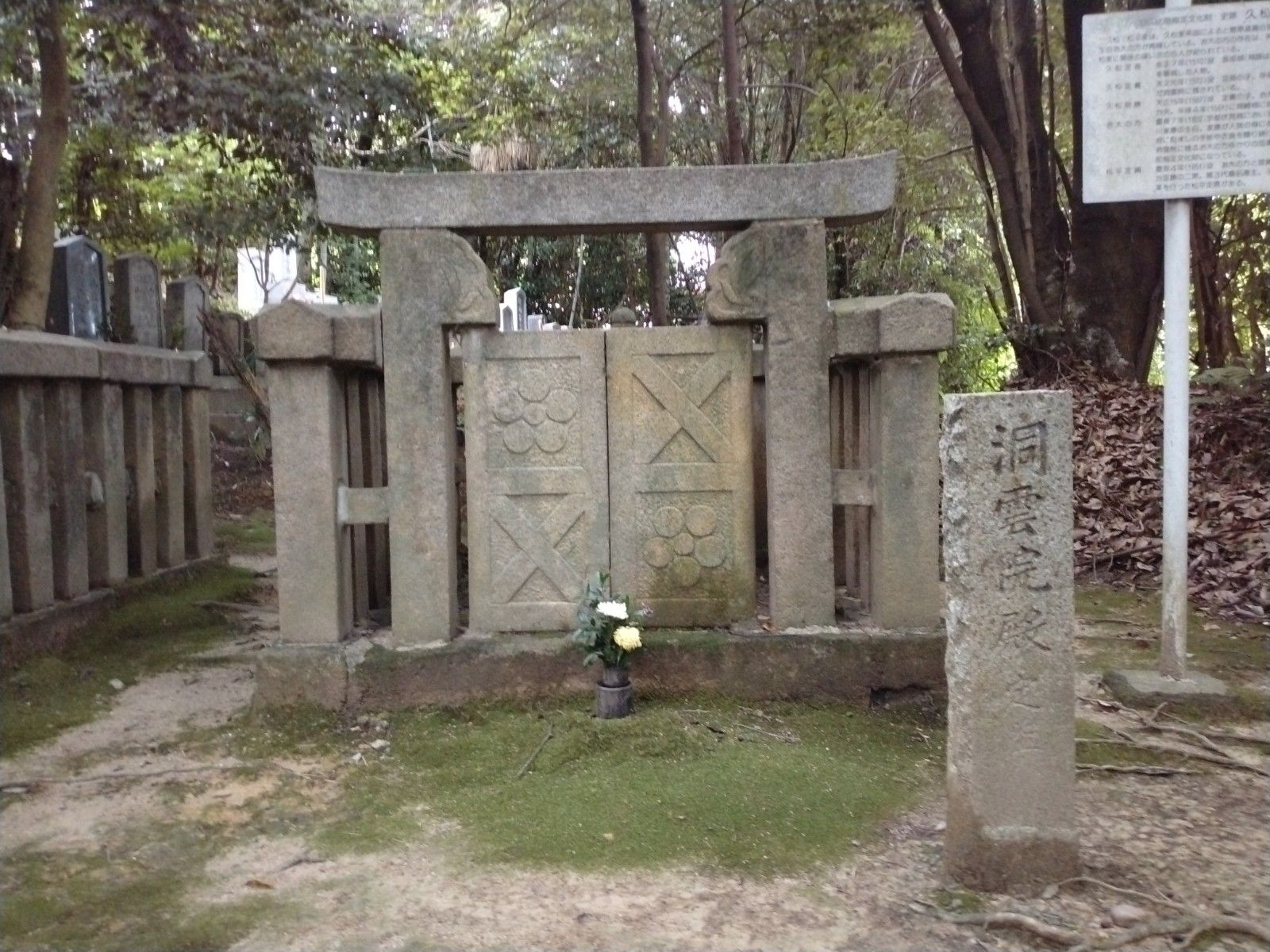
久松定益の墓(阿久比町洞雲院)

久松定光（定氏とも）の子。定益は大野城主の佐治氏と不仲であり、戦が止むことはなかった。緊急の折に山に登って貝を吹けば定益の母方の叔父である苅屋吉重、小川定英らが駆けつけこれを助けたという。
永正7年（1510年）11月19日死去。墓所は阿久比町洞雲院。

## 系譜
- 父：久松定光
- 子：久松定義
- 孫：久松俊勝